# Goștină
Goștina era o dare, o contribuție din trecut, introdusă pentru prima oară în Muntenia de Petru Cercel, și care era plătită la început pentru oile ce pășteau pe imașurile și terenurile necultivate ale statului. Mai tîrziu (sec. XVII) s-a plătit și pentru porci. 

## Etimologie
Etimologia este de origine slavonul gorștină, goșt(i)niță, însemnând ședere, oaspete, pleacă de la sensul de contribuție pe porci.